# Gustaf Holmér
Gustaf Carl Arvid Holmér, född 20 december 1921 i Helsingfors, Finland, död 16 mars 2004 i Bromma församling, Stockholm, var en svensk lärare och språkvetare.
Efter studentexamen i Stockholm 1941 blev Gustaf Holmér filosofie kandidat 1948 och filosofie magister 1949. Han blev filosofie licentiat vid Stockholms universitet 1960, filosofie doktor samma år, docent vid Uppsala universitet 1966 samt vid Stockholms universitet 1967. Han anställdes 1949 vid Sigtunaskolan och 1950 vid Norra Latin i Stockholm samt blev e.o. adjunkt vid Blackebergs högre allmänna läroverk 1954. Holmér var adjunkt vid Norra Latin 1956–1961 och lektor där 1962–1968, innan han fick en tjänst som universitetslektor vid Stockholms universitet 1968. Holmér var professor i romanska språk, särskilt franska, vid Stockholms universitet 1972–1987.
Han var son till riksidrottsinstruktören Gösta Holmér och dennes finskfödda hustru Aslög Roos. En bror till honom var länspolismästaren Hans Holmér.